# Completoriaceae
Famille
Completoriaceae est une famille de champignons de l'ordre des entomophthorales. Ils sont appelés champignons entomopathogènes, parasites d'insectes ou d'autres arthropodes, entraînant leur mort.

## Liste des genres et espèces
Selon Catalogue of Life (31 octobre 2015) :
- genre Completoria